# Piazza Tolomei

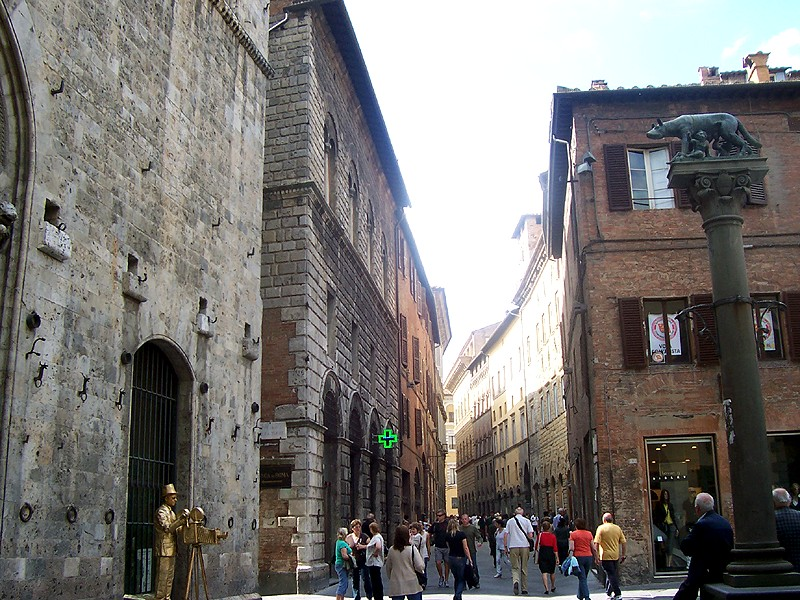
La piazza Tolomei, avec la Lupa senese sur sa colonne, donnant sur la Via Banchi di Sopra.

La Piazza Tomolei est une place du centre historique de Sienne, qui donne sur un de ses côtés sur la Via Banchi di Sopra ;  sur le même côté de la place s'affiche la façade du palais Tolomei qui lui donne son nom. 
Au niveau de la Via Banchi di Sopra, une des effigies de la cité, la Lupa senese, trône sur une colonne d'inspiration antique.
Au fond de la place se trouve l'église San Cristoforo.

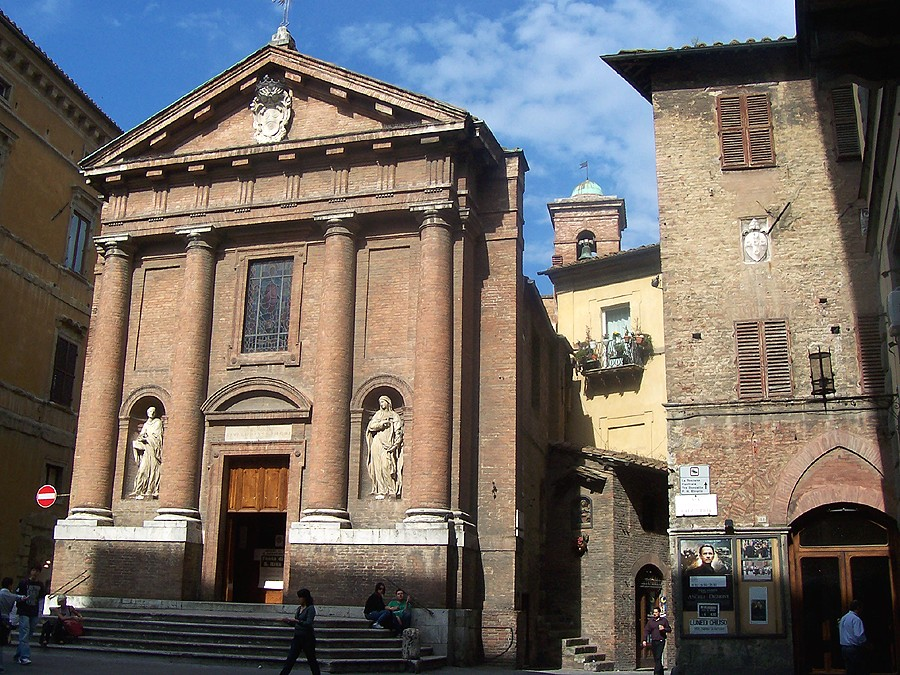
L'église Saint-Christophe.